# Ретла
Ре́тла (ест. Retla küla) — село в Естонії, у волості Тюрі повіту Ярвамаа.

## Населення
Чисельність населення на 31 грудня 2011 року становила 132 особи.

## Географія
Поблизу населеного пункту проходить автошлях 26 (Тюрі — Аркма).